# 天羽々斬
天羽々斬（あめのはばきり、あめのははきり）は、日本神話に登場する刀剣である。「天羽々斬剣（あめのはばきりのつるぎ）」、石上神宮では「布都斯魂剣（ふつしみたまのつるぎ）」として祀られる。
別名「天十握剣（あめのとつかのつるぎ）」「蛇之麁正（おろちのあらまさ）」「蛇之韓鋤（をろちのからさひ/おろちのからさび）」「天蠅斫剣（あめのははきりのつるぎ/あめのはえきりのつるぎ）」。

## 概要
スサノオが出雲国のヤマタノオロチを退治した時に用いた神剣。大蛇を斬った時、体内にあった天叢雲剣（草薙剣）に当たって切先が欠けてしまった。
当初は十拳剣／十握剣／天十握剣としか言及されず、古事記と日本書紀本文では固有名詞を与えていない。十拳剣とは「一握り十個分の長さの剣（約75.8cm-78.8cm）」という普通名詞である。
スサノオの十握剣には、八岐大蛇退治の時に天羽々斬剣と名称がつけられた。日本書紀では複数の別名がある（上述）。
伝承によれば、現在は石上神宮で祀られている。

## 神話
三貴子の一柱、須佐之男命（素戔嗚尊）が最初にもっていた十拳剣は、天照大御神（アマテラス）と宇気比（誓約）した際、姉神によって三つに折られて口に含まれ、宗像三女神（多紀理毘売命、市寸島比売命、多岐都比売命）となった（古事記、日本書紀本文）。
天岩戸隠れを経て高天原を追放されたスサノオは、新たな剣を持っていた。まずオオゲツヒメ（大気都比売神）を斬り殺すが、剣の名称について古事記は言及していない。日本書紀で穀物神の保食命（ウケモチノ神）を斬り殺したのはツクヨミ（月読尊）である。
つづいて出雲国に来たスサノオは、アシナヅチとテナヅチおよび愛娘クシナダヒメ（櫛名田比売）と出会う。スサノオはクシナダヒメを救って妻とするため、ヤマタノオロチ（八俣遠呂智）を倒す。スサノオは酒に酔って寝た八岐大蛇を、身につけていた十拳剣（天十握剣）で斬り刻む。この大蛇の尾を斬ったとき、十拳剣の刃が欠けたので、尾を裂いてみると都牟羽の大刀／都牟刈の剣（非常に鋭い剣）が出てきた。これが天叢雲剣（あめのむらくものつるぎ）であり、その別称が草薙剣（くさなぎのつるぎ）とされる。スサノオは天叢雲剣を天照大神に献上した。伝承によれば、三種の神器となった天叢雲剣（本体）は、現在も熱田神宮で祀られている。
八岐大蛇を斬った十拳剣と、八岐大蛇から取り出した天叢雲剣（草薙剣）とも、古事記・日本書紀・他説話で、名称や行方に若干の差異がある。ただし十握剣の名称は、いずれも「蛇」に関連する名前を持つ。まず『古語拾遺』では「天羽々斬（あめのはばぎり）」と呼ぶ。「羽々（はは）」とは大蛇の意。
日本書紀では複数の異称を伝える。神代紀上・第八段第二の一書では「蛇の麁正（おろちのあらまさ）」と呼称し、「其の蛇を断りし劒をば、號けて蛇の麁正と曰ふ。此は今石上（いそのかみ）に在（ま）す」とある。第三の一書では「蛇の韓鋤（おろちのからさひ）」と呼称し、「其の素戔嗚尊の、蛇を斬（断）りたまへる剣（蛇の韓鋤）は、今吉備の神部（かむとものを）の許（ところ）に在す。出雲の簸の川上の山是なり」とある。「韓鋤」とは朝鮮半島由来の意味と思われる。第四の一書では「天蠅斫剣（あめのははきりのつるぎ）」と呼称する。「蠅」は借字とされるが、「刃の上を蠅が飛んで自然に切れて落ちたから」という伝説もある。
一般的に、天羽々斬剣はまず石上布都魂神社（備前国赤坂郡）に祭られた。その後、崇神天皇の代に石上神宮に移されたとされる。石上神宮では、布都斯魂（ふつしみたま）として祀られている。現在の石上神社で祀られるようになった経緯については、崇神天皇時代に出雲国造が献上した神宝に関わる異説もある。
なお桓武天皇の時代、石上神宮の神宝が桓武天皇に祟った事がある。『日本後紀』によれば、平安京遷都後の桓武天皇は、都の守りのために石上神宮の総ての神宝（剣）を葛野郡（山城国）に移動した（巻12、延暦23年2月5日条）。すると桓武天皇は病に倒れ、石上大神（布留御魂大神）の祟りと判明した（延暦24年/805年、2月10日条）。

## 現在
現在、石上神宮では天羽々斬剣とされる鉄刀が、布都御魂剣とともに本殿内陣に奉安され祭られている。これは明治11年（1878年）の石上神宮の社殿建造のための禁足地発掘の際、出土した全長120cm位の片刃の刀である。本殿内陣には布都御魂剣とこの片刃鉄刀の他に、同じ明治11年の発掘で出土した全長60cm位の両刃の鉄剣も奉安され祭られているが、片刃鉄刀の方を天羽々斬剣としている。
石上布都魂神社は布都明神を祀っていたが、明治時代に祭神を素戔嗚尊に改めた。鹿島神宮にも、「十握剣」とされる直刀（国宝）が納められている。